# Bishop Airlock Module
Il modulo Nanoracks Bishop Airlock Module è un airlock finanziato privatamente lanciato sulla Stazione spaziale internazionale con la missione SpaceX CRS-21 nel dicembre 2020. Il modulo è stato costruito da NanoRacks, Thales Alenia Space e Boeing. Viene utilizzato per distribuire CubeSat, piccoli satelliti e altri payload esterni per NASA, CASIS e altri clienti commerciali e governativi. Il nome si riferisce all'alfiere degli scacchi, che si muove in diagonale.

## Background
Dopo la designazione della Stazione Spaziale Internazionale come struttura del Center for the Advancement of Science in Space, Nanoracks ha ottenuto un accordo con la NASA per inviare carichi utili da fonti accademiche e private per l'installazione sui rack di esperimenti della ISS o per il dispiegamento dall'airlock nel modulo giapponese Kibo. Le limitazioni sull'uso della struttura JAXA da parte della NASA hanno creato dei rallentamenti, spingendo Nanoracks a sviluppare il proprio airlock per aumentare la capacità di distribuzione dei satelliti.
A maggio 2016 è stato firmato uno Space Act Agreement tra la NASA e Nanoracks per lo sviluppo di un airlock privato e il piano Nanoracks-Boeing per costruire e lanciare il modulo entro il 2019 è stato approvato nel febbraio 2017. Originariamente pianificato per essere lanciato su SpaceX CRS-19 alla fine del 2019, il modulo è stato successivamente pianificato per essere lanciato su SpaceX CRS-21.

## Produzione
Il Bishop Airlock Module è principalmente prodotto da Nanoracks, con parti della capsula pressurizzata in titanio e alluminio prodotto dal gruppo Thales Alenia nello stabilimento di Torino, Italia. Boeing ha prodotto i pannelli esterni in acciaio inossidabile e il meccanismo di attracco. L'airlock è pronto per il lanciO che avverrà i primi giorni di dicembre 2020.

## Airlock
L'airlock è un contenitore a forma di campana di circa quattro metri cubi che si attacca al modulo Tranquility. Non ha aperture, ma il Canadarm2 si collega a uno dei due dispositivi di presa per spostare l'airlock stesso dentro o fuori dalla porta d'attracco della stazione.
Il secondo dispositivo di presa consente il trasporto della camera d'equilibrio e del suo contenuto lungo il traliccio principale sul Mobile Base System.